# Киара Ферани
Киàра Ферàни (на италиански: Chiara Ferragni; * 7 май 1987 г. в Кремона, Италия) е италианска блогърка, бизнесдама, модна дизайнерка и модел, сътрудник на модни и козметични марки чрез своя блог The Blonde Salad.
През септември 2017 г. е класирана на първо място в списъка на сп. „Форбс“ за „Топ модни инфлуенсъри“. Към 9 януари 2023 г. има 28,6 милиона последователи в Инстаграм. Със своите 52 хил. евро на публикация в Инстаграм Ферани е най-високо платеният италиански инфлуенсър.
Тя е главна изпълнителна директорка и основателка на TBS Crew srl и Chiara Ferragni Brand и от 2021 г. е член на Борда на директорите на Tod's Group.

## Кариера
Ферани е родена в град Кремона, Северна Италия през 1987 г. Когато е на 22 г., през октомври 2009 г., тя стартира своя моден блог The Blonde Salad („Русата салата“) с бившия си приятел Рикардо Поцоли. Блогът получава името си заради смесицата от теми и цвета, в който италианката решава да боядиса косата си, за да се отличава на фона на повечето момичета, които се тълпят по модни ревюта тогава, както самата тя разказва. Инвестира в него 500 евро – за добър фотоапарат и за регистрирането на домейна му в Интернет. Тя облича собствените си дрехи и започва да се снима с тях, давайки съвети как да се съчетаят и какви аксесоари да се включат. Решава да пише съдържанието на блога си и на английски език. Постепенно започва да получава спонсорство от различни марки. Само няколко месеца по-късно получава първата си покана за важната Седмица на модата в Милано. Именно тогава тя се превръща в първия блогър, станал част от официалните гости на подобен род събития.
През 2010 г. представя линия обувки и гостува на наградите на Ем Ти Ви TRL Awards за най-добър певец и песен. Логото на марката са нейните големи сини очи, закачливо намигащи от еспадрили, сандали на ток, ботуши и калъфи за телефон. Колекцията се основава на личната визия за грима на Киара, както и на трите роли, които съвместява в динамичния си живот – майка, бизнес дама и парти момиче.
През март 2011 г. сп. „Ню Йорк“ я представя като „Една от най-големите звезди на уличния стил на годината“. През декември 2011 г. тя е обявена като блогър на момента в сп. „Тийн Вог“, докато все още е студентка по право в Университет „Бокони“ в Милано (което обаче не завършва). По това време блогът ѝ достига над 1 млн. посетители и 12 млн. визуализации на месец. До 2013 г. тя печели различни признания за блогър на годината.
За да стане популярна и извън Италия, през 2013 г. Киара се мести в Лос Анджелис, САЩ. Скоро списание „Форбс“ я включва в списъка си „30 под 30“ с 30-те най-влиятелни млоди хора под 30 г. в света.
През декември 2013 г. публикува електронна книга на италиански език с името The Blonde Salad.
Ферани е модел на марката Гес в снимки от ноември 2013 г., които впоследствие са пуснати на пазара като рекламна кампания. През декември 2013 г. си сътрудничи със Стив Мадън за дизайна на колекция от 9 обувки за пролет 2014 г.
Нейните телевизионни заслуги включват италианските Награди TRL като водеща и гостуване в италианското вариететно шоу Chiambreti Night. Ферани преминава по червения килим на Филмовия фестивал в Кан във връзка с премиерата на филма We have a Pope (тогава озаглавен Habemus Papam). Тя също така се появява в американското телевизионно реалити Project Runway като гост жури по време на сезон 13 през август 2014 г.
Нейните бизнес начинания ѝ печелят около 8 млн. долара (най-вече от обувките от колекцията „Киара Ферани“) през 2014 г.
През януари 2015 г. нейният блог и линията ѝ обувки Колекция „Киара Ферани“ (Chiara Ferragni Collection) започват да се изучават в Бизнес школата на Харвард.
През март 2015 г. Ферани е избрана за корицата на сп. „Вог“ Испания за април 2015 г., което я прави първата модна блогърка, появила се на корицата на списанието. Оттогава тя се появява на над 50 корици на модни списания.
През януари 2016 г. марката продукти за коса „Пантен“ обявява, че Ферани е нейният нов глобален посланик. Освен това през септември 2016 г. Мател създава версия на Барби Ферани в два варианта: кукла облечена в бяла тениска, черно кожено яке, дънки и обувки „Киара Ферани Колекшън“ и кукла, облечена изцяло в Шанел.
Към 28 декември 2021 г. Ферани има 25,8 млн. последователи в Инстаграм. Поради голямото им число още през 2017 г. тя успява да спечели ок. 12 хил. щатски долара от рекламни постове.
През 2017 г. е избрана да прави дизайна на костюмите за 4-то издание на Intimissimi на лед. Същата година тя основава своята компания TBS Crew Srl.
През 2017 г. тя също е обявена от списание „Форбс“ за „най-важният моден инфлуенсър на света“ и е избрана от Сваровски за рекламно лице на коледната им колекция от бижута заедно с топ моделите Карли Клос, Наоми Кембъл и Фей Фей Сун.
На 26 юли 2017 г. Ферани отваря първия си магазин Chiara Ferragni Collection в Милано.
На 6 декември 2017 г. е наградена в Рим като най-добър дигитален лидер в категорията „Италианска уеб звезда за жени“ като част от първото изследване на дигиталното лидерство в Италия.
През 2018 г. е избрана за рекламно лице на италианската бижутерийна компания Pomellato и на компанията за бельо Intimissimi (в последната заедно с модела Жизел Бюндхен).
През май 2018 г. Footwear News я обявява за една от „най-влиятелните майки в модната индустрия“.
През 2019 г. Ферани участва в документалния филм Chiara Ferragni – Unposted на режисьорката Елиза Аморузо и се фокусира върху ролята на социалните мрежи за влиянието и определянето на света на бизнеса. В Италия документалният филм има приходи от 1 601 499 евро за три дни. Същата година мастър класът, създаден заедно с гримьора Мануеле Мамели, получава награда от списание „Гламур“ за Най-добър мастър клас за красота на годината.
През 2020 г. Ферани участва в сингъла Non mi basta più („Вече не ми е достатъчно“) на италианската певица Бейби Кей
На 9 април 2021 г. тя се присъединява към борда на директорите на модния колос Tod's Group на Диего дела Вале. През лятото на същата година пуска собствена линия бижута.
През май 2021 г. в социалните си медии тя представя колекцията Nespresso x Chiara Ferragni. В чест на капсулата за кафе е създадено временно кафене в Милано.
На 9 декември 2021 г. в Амазон Прайм Видео е пусната програмата Ferragnez – документален сериал за семейния живот на Ферани.
На 20 юни 2022 г. Амадеус обявява по време на вечерното издание на новините по Rai1, че Киара Ферани ще бъде съводеща на първата и последната вечер на Фестивала на италианската песен в Санремо 2023 г. През февруари 2023 г. е съобщено, че тя възнамерява да дари хонорара си за участие (от 100 хил. евро) на центрове за насилие срещу жени.
На 16 януари 2023 г. е обявено второто сътрудничество между Ферани и Nespresso с пускането на втората колекция от лимитирани сервизи за кафе, за които Киара измисля и разработва дизайна, вдъхновена от Вила „Неки Кампильо“ в Милано.
През 2024 г. и изключена от управителния съвет на Tod's и договорът ѝ с Пантен, след 10 г. на сътрудничество, не е подновен.

## Признание
На 7 септември 2014 г. тя печели награда Bloglovin' за трета поредна година за своя блог. Нейният блог е обявен за най-добър блог с личен стил.
От 2013 г. нататък е вписана като едно от най-влиятелните лица в модата в модния блог на канадско-британския моден експерт Имран Амед The Business of Fashion. През 2015 г. тя печели наградата Bloglovin' за блогър на годината.
През 2015 г. Ферани е включена в списъка на Forbes 30 Under 30 – списъкът на американското списание „Фоpбc“ с 30-те най-влиятелни млоди хора под 30 г. в света.
През 2016 г. Пантен я избира за свой глобален посланик и също така ѝ дава Награда за постижения в новините за обувки.

## Личен живот
Ферани е най-голямото от три момичета: Франческа, род. 1989 г. и Валентина, род. 1992 г., и двете с милиони последователи в Инстаграм. Има и един малък полубрат от страна на баща си. Баща ѝ Марко Ферани е зъболекар от северноиталианския град Кремона. Майка ѝ Марина Ди Гуардо е италианска писателка от Сицилия, работила и като заместник-директор на модна къща Блумарин.
Завършва класическата гимназия „Даниеле Манин“ в Кремона. Започва да следва право в Университет „Бокони“ в Милано, но не се дипломира.
Ферани и известният италиански рапър Федерико Леонардо Лучия, известен като Федец, започват да се срещат в края на 2016 г. През 2017 г. по време на свой концерт в Арена ди Верона, излъчван директно по телевизията, Федец пада на колене пред нея и ѝ поднася годежен пръстен, с който я моли да се ожени за него. Те сключват брак на 1 септември 2018 г. в Ното, Сицилия с частна церемония, резервирана за приятели и роднини. За облеклото на сватбата си Ферани се доверява на творческия директор и главен дизайнер на Модна къща „Диор“ Мария Грация Киури. Първият ѝ комплект за сватбата е бродиран гащеризон с дълъг ръкав, върху който се закрепя пищна пола от тюл. Вторият е рокля, която Киара облича за официалната вечеря с бродиран текст от песен, написана специално за нея от съпруга ѝ. Третият тоалет, който облича за партито след официалната част е къса рокля тип „балерина“.
Киара Ферани и Федец имат две деца: син Леоне (роден на 19 март 2018 г. в Западен Холивуд, Калифорния) и дъщеря Витория (родена на 23 март 2021 г. в Милано). Живеят между Милано и Лос Анджелис. В Италия са известни с прякора „Феранец“ (Ferragnez) – комбинация от „Ферани“ и „Федец“. Развеждат се през 2024 г.

## Филантропия
През март 2020 г., след пандемията от COVID-19 в Италия и спешната здравна ситуация в страната, Ферани заедно със съпруга си стартира набиране на средства за болницата „Сан Рафаеле“ в Милано, за да увеличи леглата за интензивно лечение и да подкрепи множество доброволчески асоциации и организации. Двойката прави дарение от 100 хил. евро, като бързо достигат 4,5 милиона евро благодарение на 206 хил. дарители и 180 хил. споделяния. От март до май 2020 г. те събират почти 17 млн. евро, превръщайки се в най-големия краудфъндинг в Европа и сред 10-те най-големи кампании в света. Така за приноса си двойката е удостоена с престижната награда Ambrogino d’Oro, връчвана за социална дейност в Милано.

## Противоречия
През октомври 2018 г. партито за рождения ден на съпруга ѝ Федец, организирано в супермаркет Карфур в Милано, предизвиква негодувание в социалните мрежи и в медиите, след като няколко истории, публикувани в Инстаграм от двойката показват, че гостите им се целят с храна.
През декември 2022 г. в статия в италианския ежедневник Домани Селваджа Лукарели изразява съмнения относно инициативата на козунака Балоко на тема „Ферани“, продаван в коледния сезон в подкрепа на торинската детска болница „Кралица Маргарита“. Лукарели я определя като „тъжна търговска операция, смесена с благотворителност“. Според реконструкцията на журналистката възприетите промоционални методологии карат хората да мислят, че купувайки козунака, те допринасят за закупуването на нова болнична машина, докато в действителност Балоко е уредил фиксирано дарение в полза на болницата месеци преди стартирането на инициатива независимо от продажбите на продукта.
През лятото на 2023 г. Органът за конкуренция и пазари (AGCM) започва разследване срещу Balocco S.p.A. и на компаниите, които управляват марките и правата, свързани с Киара Ферани, Фениче S.r.l. и TBS Crew S.r.l., за „нелоялна търговска практика“, а през декември трите компании са глобени съответно с 420, 400 и 675 хил. евро. Според прессъобщението на AGCM дарението за болницата възлиза на 50 хил. евро, докато компаниите, приписвани на Киара Ферани, са събрали повече от 1 млн. евро за лиценза за търговска марка и за създаването на рекламно съдържание. Според прессъобщението на органа картушът, прикрепен към опаковката на козунака, както и публикациите и историите в социалните канали на Ферани, твърдят, че покупката на всеки отделен козунак допринася директно за дарението и че самата Ферани участва в него. AGCM също така подчертава, че цената на продукта, равна на приблизително два и половина пъти цената на класическия козунак, е накарала потребителите да го възприемат като присъща на дарение, като по този начин се е използвала чувствителността на обществото към благотворителни инициативи и се е нарушило задължението на професионален дълг, предвидено от Кодекса на потребителите. Ферани се извинява за случилото се и обявява, че ще обжалва. По-късно тя прави дарение от 1 млн. евро на торинската болница.
Кодаконс (асоциациятана потребителите) подава жалба за утежнена измама в множество прокуратури в Италия и тези в Милано, Кунео, Прато и Тренто отварят разследващи досиета по въпроса. След това Ферани е регистрирана в регистъра на заподозрените от прокуратурите в Милано и в Кунео. Прокуратурата в Милано я вписва в регистъра на заподозрените по хипотезата за утежняваща измама за други два благотворителни епизода, свързани с продукти, популяризирани от нея: кукла Труди, пусната на пазара през 2019 г., и шоколадови великденски яйца на Долчи Прециози, пуснати на пазара през 2022 г. Основателката на Stomp Out Bullying – организация за борба с кибертормоза, която е трябвало да получи приходи от продажбите на куклата, казва, че не е получила нищо. Прокуратурата в Кунео отваря още две досиета, без никакви хипотези за престъпление и в процес на разследване: едно за благотворителната операция на Ферани заедно с марката Орео и друго за дарения за асоциацията Солетере. AGCM започва разследване срещу нея и Долчи Прециози за продажбата на великденските яйца.
Поради скандала Група „Сафило“ и Картиере Паоло Пиня спират сътрудничеството с Ферани. Кока Кола отменя рекламен спот, в който е главна героиня, който би трябвало да бъде излъчен по време на Фестивала в Санремо през 2024 г. Към 10 януари 2024 г. акаунтът на Ферани в Инстаграм регистрира спад от 2 млн. взаимодействия в допълнение към загуба на 210 хил. последователи. 119 хил. последователи напускат профила на съпруга ѝ Федец. Цялата афера получава името „Пандоро гейт“ (по името на козунака).

## Филмография

### Телевизия
| Година | Оригинално заглавие        | Роля      | Забележка              |
| ------ | -------------------------- | --------- | ---------------------- |
| 2014   | Project Runaway            | Гост жури | Еп. „Rock the Wedding“ |
| 2019   | Chiara Ferragni – Unposted | себе си   | Документален филм      |
| 2020   | Making the Cut             | жури      | 6 епизода              |
| 2020   | Germany's Next Top Model   | Гост жури | Еп. „Kalander Girls“   |
| 2021 – | The Ferragnez: The Series  | себе си   | документален сериал    |

## Дискография
| Заглавие                                                 | Година | Класациии | Албум            |
| Заглавие                                                 | Година | IT        | Албум            |
| -------------------------------------------------------- | ------ | --------- | ---------------- |
| Non mi basta più (Бейби Кей с участието на Киара Ферани) | 2020   | 3         | Donna sulla Luna |